# Torneo Apertura 2023 de Segunda División de Honduras
 El Torneo Apertura 2023 de Segunda División de Honduras (también llamado Liga de Ascenso Huriver de Apertura 2023, por motivos de patrocinio), fue la edición número 75 de la máxima categoría de ascenso.

## Bases de Competencia
La Liga Nacional de Ascenso está dividida en seis grupos: La Zona Insular (Grupo A y Grupo B) comprende los departamentos de Atlántida, Yoro y Colón. La Zona Occidental (Grupo D) comprende los departamentos de Copán y Santa Bárbara. La Zona Norte (Grupo C) comprende los departamentos de Cortés y Santa Bárbara. y La Zona Centro Sur Oriente (Grupo E y Grupo F) comprende los departamentos de Olancho, Francisco Morazán, El Paraíso, Choluteca y Valle

### Fase final
La fase final se definirá por las siguientes etapas:
- Octavos de final
- Cuartos de final
- Semifinales
- Final

Dentro del marco de esta competencia, los 2 primeros equipos mejor ubicados en cada grupo, más 4 mejores terceros clasifican a instancias de Octavos de final. 
Cada uno de estos 16 equipos se enfrentarán en dos partidos (ida y vuelta) Cerrando en casa el mejor equipo ubicado en la tabla.
El que logre anotar el mayor número de goles obtendrá un cupo en los «cuartos de final». De existir empate en el número de puntos y de goles anotados, clasifica el mejor ubicado en la tabla general del torneo. 
Para la fase de cuartos de final se enfrentarán los 8 equipos ganadores de los octavos de final en 2 partidos (ida y vuelta). Cerrando en casa el mejor equipo ubicado en la tabla general.
El que logre anotar el mayor número de goles obtendrá un cupo en las «semifinales». De existir empate en el número de puntos y de goles anotados, clasifica el mejor ubicado en la tabla general del torneo. 
Para la fase de semifinales se enfrentaran los 4 equipos ganadores de los cuartos de final en 2 partidos (ida y vuelta). Cerrando en casa el mejor equipo ubicado en la tabla general. Pasa a la «final» el equipo que logre anotar el mayor número de goles. De persistir un empate en la diferencia de goles y número de puntos, se jugarán 2 tiempos extra de 15 minutos cada uno, y de seguir el empate se decidirá a través de una tanda de penales hasta que haya un ganador.
Disputarán el título de Campeón del Torneo de Apertura 2023 los dos clubes vencedores de la fase semifinal correspondiente. La localía en el partido de vuelta se definirá mediante un sorteo realizado por la liga de ascenso. 
El campeón será el equipo que logre anotar el mayor número de goles. De persistir el empate en la diferencia de goles. Se jugarán 2 tiempos extra de 15 minutos cada uno. Y de persistir el empate se jugará una tanda de penales para definir al Campeón.

## Equipos participantes
| Pos. | Descendido de la Liga Nacional 2022-23 |
| ---- | -------------------------------------- |
| 10.º | Honduras Progreso                      |

| Pos. | Ascendido a la Liga Nacional 2023-24 |
| ---- | ------------------------------------ |
| 1.º  | Génesis                              |

| Pos.                        | Ascendidos desde la Liga Mayor |
| --------------------------- | ------------------------------ |
| 1.º Zona Nor-Occidental     | San Juan Gualjoco              |
| 1.º Zona Centro-Sur-Oriente | C.D. Pirata                    |

| Pos. | Descendidos a la Liga Mayor |
| ---- | --------------------------- |
| 31.  | Deportes Savio              |
| 32.º | San José Clash              |

- Debido a que se decidió aumentar la cantidad de equipos:
- El Brasilia Fútbol Club de Rio Lindo Cortés, compró categoría.
- El América de Gracias, Lempira, compró categoría.
- El Atletico Sanjuaneño compró la categoría del San José Clash.
- El Santo Domingo Savio compró la Categoría del Deportes Savio.
- El León de Occidente regresa su nombre a Olimpia Occidental.

### Campeonato de Ascenso

#### Grupo A
| Equipo              | Ciudad                     | Estadio                          | Capacidad |
| ------------------- | -------------------------- | -------------------------------- | --------- |
| Boca Juniors        | Tocoa, Colón               | Estadio Francisco Martínez Durón | 7,000     |
| F.C. Alvarado       | La Ceiba, Atlántida        | Estadio Ceibeño                  | 18,000    |
| Social Sol          | Olanchito, Yoro            | Estadio San Jorge                | 7,000     |
| Sabá F.C.           | Sabá, Colón                | Estadio Municipal de Sabá        | 1,000     |
| Santa Rosa F.C.     | La Masica, Atlántida       | Estadio Masiqueño                | 1,000     |
| Atlético Sanjuaneño | San Juan Pueblo, Atlántida | Estadio Carlos Calderón          | 2,500     |

#### Grupo B
| Equipo            | Ciudad            | Estadio                     | Capacidad |
| ----------------- | ----------------- | --------------------------- | --------- |
| Honduras Progreso | El Progreso, Yoro | Estadio Humberto Micheletti | 5,500     |
| Atlético Junior   | El Negrito, Yoro  | Estadio Gonzalo Maldonado   | 1,000     |
| Tela F.C.         | Tela, Atlántida   | Estadio Alfredo León Gómez  | 5,000     |
| Oro Verde F.C.    | Santa Rita, Yoro  | Estadio Leonel Espinoza     | 1,500     |
| Yoro F.C.         | Yoro, Yoro        | Estadio Olímpico Yoreño     | 2,000     |
| Brasilia          | Río Lindo, Cortés | Estadio Filiberto Fernández | 1,500     |

#### Grupo C
| Equipo          | Ciudad                   | Estadio                        | Capacidad |
| --------------- | ------------------------ | ------------------------------ | --------- |
| Platense        | Puerto Cortés, Cortés    | Estadio Excelsior              | 10,000    |
| CD Choloma      | Choloma, Cortés          | Estadio Rubén Deras            | 5,500     |
| Parrillas One   | La Lima, Cortés          | Estadio Luis Girón             | 1,500     |
| Lone F.C.       | San Pedro Sula, Cortés   | Estadio Olímpico Metropolitano | 37,325    |
| Villanueva F.C. | Villanueva, Cortés       | Estadio José Adrián Cruz       | 2,000     |
| Pumas F.C.      | Las Vegas, Santa Bárbara | Estadio Municipal de Las Vegas | 1,000     |

#### Grupo D
| Equipo              | Ciudad                       | Estadio                         | Capacidad |
| ------------------- | ---------------------------- | ------------------------------- | --------- |
| Real Juventud       | Santa Bárbara, Santa Bárbara | Estadio Argelio Sabillón        | 5,500     |
| San Juan Huracán    | Quimistán, Santa Bárbara     | Estadio Domingo Ortega          | 2,000     |
| Olimpia Occidental  | La Entrada, Copán            | Estadio Las Alsacias            | 2,000     |
| Santo Domingo Savio | La Unión, Copán              | Estadio Municipal de La Unión   | 1,000     |
| América             | Gracias, Lempira             | Estadio Marco Augusto Hernández | 6,000     |
| San Juan Gualjoco   | Santa Bárbara, Santa Bárbara | Estadio Argelio Sabillón        | 5,500     |

#### Grupo E
| Equipo                 | Ciudad                         | Estadio                        | Capacidad |
| ---------------------- | ------------------------------ | ------------------------------ | --------- |
| Atlético Independiente | Siguatepeque, Comayagua        | Estadio Roberto Martínez Ávila | 7,000     |
| F.C. Buenaventura      | Tegucigalpa, Francisco Morazán | Estadio UPNFM                  | 2,000     |
| AFFI Academia          | Choluteca, Choluteca           | Estadio Emilio Williams Agasse | 8,000     |
| Inter                  | El Triunfo, Choluteca          | Estadio Sinaí                  | 1,000     |
| Broncos                | Choluteca, Choluteca           | Estadio Fausto Flores Lagos    | 5,500     |
| CD Pirata              | Nacaome, Valle                 | Estadio José Elías Nazar       | 5,000     |

#### Grupo F
| Equipo         | Ciudad                         | Estadio                         | Capacidad |
| -------------- | ------------------------------ | ------------------------------- | --------- |
| Juticalpa F.C. | Juticalpa, Olancho             | Estadio Juan Ramón Brevé        | 20,000    |
| Estrella Roja  | Danlí, El Paraíso              | Estadio Marcelo Tinoco          | 5,000     |
| Gimnástico     | Tegucigalpa, Francisco Morazán | Estadio Emilio Larach           | 3,000     |
| Arsenal Sao    | Cantarranas, Francisco Morazán | Estadio Francisco Gaitán Agüero | 1,000     |
| San Rafael     | El Pedernal, Francisco Morazán | Estadio Maturave El Pedernal    | 1,000     |
| Meluca F.C.    | Campamento, Olancho            | Estadio Cornelio Santos         | 2,000     |

## Grupo A

### Tabla General
| Pos. | Equipo              | Pts. | PJ | G | E | P | GF | GC | Dif. | Clasificación    |
| ---- | ------------------- | ---- | -- | - | - | - | -- | -- | ---- | ---------------- |
| 1    | F.C. Alvarado       | 17   | 10 | 5 | 2 | 3 | 14 | 12 | +2   | Octavos de final |
| 2    | Sabá FC             | 17   | 10 | 5 | 2 | 3 | 14 | 13 | +1   | Octavos de final |
| 3    | Santa Rosa F.C.     | 14   | 10 | 4 | 2 | 4 | 21 | 11 | +10  | Octavos de final |
| 4    | Boca Juniors        | 14   | 10 | 4 | 2 | 4 | 14 | 13 | +1   |                  |
| 5    | Social Sol          | 14   | 10 | 4 | 2 | 4 | 12 | 16 | −4   |                  |
| 6    | Atlético Sanjuaneño | 8    | 10 | 2 | 2 | 6 | 5  | 15 | −10  |                  |

Actualizado a los partidos jugados el 21 de octubre de 2023.
 Fuente: Vip Deportes

### Resultados
| Jornada 1         | Jornada 1 | Jornada 1           | Jornada 1 | Jornada 1       | Jornada 1 |
| Local             | Resultado | Visitante           | Estadio   | Fecha           | Hora      |
| ----------------- | --------- | ------------------- | --------- | --------------- | --------- |
| F.C. Alvarado     | 1 - 2     | Atlético Sanjuaneño | Ceibeño   | 27 de agosto    | 15:00     |
| Santa Rosa F.C.   | 3 - 0     | Sabá F.C.           | Masiqueño | 27 de agosto    | 15:00     |
| Boca Juniors      | 1 - 2     | Social Sol          | San Jorge | 6 de septiembre | 19:00     |
| Total de goles: 9 |           |                     |           |                 |           |

| Jornada 2           | Jornada 2 | Jornada 2       | Jornada 2         | Jornada 2       | Jornada 2 |
| Local               | Resultado | Visitante       | Estadio           | Fecha           | Hora      |
| ------------------- | --------- | --------------- | ----------------- | --------------- | --------- |
| Social Sol          | 2 - 2     | F.C. Alvarado   | San Jorge         | 2 de septiembre | 19:00     |
| Atlético Sanjuaneño | 1 - 5     | Santa Rosa F.C. | Carlos Calderón   | 3 de septiembre | 15:00     |
| Sabá F.C.           | 2 - 2     | Boca Juniors    | Municipal de Sabá | 3 de septiembre | 15:00     |
| Total de goles: 14  |           |                 |                   |                 |           |

| Jornada 3           | Jornada 3 | Jornada 3     | Jornada 3         | Jornada 3        | Jornada 3 |
| Local               | Resultado | Visitante     | Estadio           | Fecha            | Hora      |
| ------------------- | --------- | ------------- | ----------------- | ---------------- | --------- |
| Sabá F.C.           | 1 - 0     | F.C. Alvarado | Municipal de Sabá | 10 de septiembre | 15:00     |
| Atlético Sanjuaneño | 2 - 0     | Social Sol    | Carlos Calderón   | 10 de septiembre | 15:00     |
| Santa Rosa F.C.     | 3 - 0     | Boca Juniors  | Masiqueño         | 10 de septiembre | 15:00     |
| Total de goles: 6   |           |               |                   |                  |           |

| Jornada 4           | Jornada 4 | Jornada 4       | Jornada 4       | Jornada 4        | Jornada 4 |
| Local               | Resultado | Visitante       | Estadio         | Fecha            | Hora      |
| ------------------- | --------- | --------------- | --------------- | ---------------- | --------- |
| F.C. Alvarado       | 2 - 1     | Santa Rosa F.C. | Ceibeño         | 13 de septiembre | 15:00     |
| Atlético Sanjuaneño | 0 - 0     | Boca Juniors    | Carlos Calderón | 13 de septiembre | 18:00     |
| Social Sol          | 0 - 1     | Sabá F.C.       | San Jorge       | 13 de septiembre | 19:00     |
| Total de goles: 4   |           |                 |                 |                  |           |

| Jornada 5         | Jornada 5 | Jornada 5           | Jornada 5          | Jornada 5        | Jornada 5 |
| Local             | Resultado | Visitante           | Estadio            | Fecha            | Hora      |
| ----------------- | --------- | ------------------- | ------------------ | ---------------- | --------- |
| Santa Rosa F.C.   | 4 - 0     | Social Sol          | Masiqueño          | 17 de septiembre | 15:00     |
| Sabá F.C.         | 1 - 0     | Atlético Sanjuaneño | Municipal de Sabá  | 18 de septiembre | 15:00     |
| Boca Juniors      | 3 - 1     | F.C. Alvarado       | Francisco Martínez | 18 de septiembre | 19:00     |
| Total de goles: 9 |           |                     |                    |                  |           |

| Jornada 6         | Jornada 6 | Jornada 6           | Jornada 6          | Jornada 6        | Jornada 6 |
| Local             | Resultado | Visitante           | Estadio            | Fecha            | Hora      |
| ----------------- | --------- | ------------------- | ------------------ | ---------------- | --------- |
| Boca Juniors      | 2 - 0     | Sabá F.C.           | Francisco Martínez | 24 de septiembre | 15:00     |
| F.C. Alvarado     | 3 - 1     | Social Sol          | Ceibeño            | 24 de septiembre | 15:00     |
| Santa Rosa F.C.   | 0 - 0     | Atlético Sanjuaneño | Masiqueño          | 24 de septiembre | 15:00     |
| Total de goles: 6 |           |                     |                    |                  |           |

| Jornada 7           | Jornada 7 | Jornada 7       | Jornada 7         | Jornada 7        | Jornada 7 |
| Local               | Resultado | Visitante       | Estadio           | Fecha            | Hora      |
| ------------------- | --------- | --------------- | ----------------- | ---------------- | --------- |
| Social Sol          | 2 - 1     | Boca Juniors    | San Jorge         | 30 de septiembre | 19:00     |
| Atlético Sanjuaneño | 0 - 1     | F.C. Alvarado   | Carlos Calderón   | 1 de octubre     | 15:00     |
| Sabá F.C.           | 3 - 2     | Santa Rosa F.C. | Municipal de Sabá | 2 de octubre     | 14:00     |
| Total de goles: 9   |           |                 |                   |                  |           |

| Jornada 8          | Jornada 8 | Jornada 8           | Jornada 8          | Jornada 8    | Jornada 8 |
| Local              | Resultado | Visitante           | Estadio            | Fecha        | Hora      |
| ------------------ | --------- | ------------------- | ------------------ | ------------ | --------- |
| F.C Alvarado       | 2 - 1     | Sabá F.C.           | Ceibeño            | 6 de octubre | 15:00     |
| Boca Juniors       | 3 - 2     | Santa Rosa F.C.     | Francisco Martínez | 6 de octubre | 19:30     |
| Social Sol         | 2 - 0     | Atlético Sanjuaneño | San Jorge          | 7 de octubre | 19:00     |
| Total de goles: 10 |           |                     |                    |              |           |

| Jornada 9         | Jornada 9 | Jornada 9           | Jornada 9          | Jornada 9     | Jornada 9 |
| Local             | Resultado | Visitante           | Estadio            | Fecha         | Hora      |
| ----------------- | --------- | ------------------- | ------------------ | ------------- | --------- |
| Boca Juniors      | 2 - 0     | Atlético Sanjuaneño | Francisco Martínez | 14 de octubre | 19:00     |
| Sabá F.C.         | 2 - 2     | Social Sol          | Municipal de Sabá  | 15 de octubre | 14:00     |
| Santa Rosa F.C.   | 1 - 1     | F.C. Alvarado       | Masiqueño          | 15 de octubre | 15:00     |
| Total de goles: 8 |           |                     |                    |               |           |

| Jornada 10          | Jornada 10 | Jornada 10      | Jornada 10      | Jornada 10    | Jornada 10 |
| Local               | Resultado  | Visitante       | Estadio         | Fecha         | Hora       |
| ------------------- | ---------- | --------------- | --------------- | ------------- | ---------- |
| Social Sol          | 1 - 0      | Santa Rosa F.C. | San Jorge       | 21 de octubre | 15:00      |
| F.C. Alvarado       | 1 - 0      | Boca Juniors    | Ceibeño         | 21 de octubre | 15:00      |
| Atlético Sanjuaneño | 0 - 3      | Sabá F.C.       | Carlos Calderón | 21 de octubre | 15:00      |
| Total de goles: 5   |            |                 |                 |               |            |

## Grupo B

### Tabla General
| Pos. | Equipo            | Pts. | PJ | G | E | P | GF | GC | Dif. | Clasificación    |
| ---- | ----------------- | ---- | -- | - | - | - | -- | -- | ---- | ---------------- |
| 1    | Honduras Progreso | 22   | 10 | 7 | 1 | 2 | 23 | 12 | +11  | Octavos de final |
| 2    | Atlético Junior   | 21   | 10 | 6 | 3 | 1 | 16 | 6  | +10  | Octavos de final |
| 3    | Brasilia          | 12   | 10 | 3 | 3 | 4 | 17 | 16 | +1   |                  |
| 4    | Oro Verde         | 11   | 10 | 3 | 2 | 5 | 11 | 18 | −7   |                  |
| 5    | Tela F.C.         | 8    | 10 | 1 | 5 | 4 | 10 | 16 | −6   |                  |
| 6    | Yoro F.C.         | 8    | 10 | 2 | 2 | 6 | 10 | 19 | −9   |                  |

Actualizado a los partidos jugados el 21 de octubre de 2023.
 Fuente: Vip Deportes

### Resultados
| Jornada 1         | Jornada 1 | Jornada 1       | Jornada 1           | Jornada 1    | Jornada 1 |
| Local             | Resultado | Visitante       | Estadio             | Fecha        | Hora      |
| ----------------- | --------- | --------------- | ------------------- | ------------ | --------- |
| Tela F.C.         | 3 - 0     | Brasilia        | Alfredo León Gómez  | 27 de agosto | 15:00     |
| Yoro F.C.         | 1 - 0     | Oro Verde       | Olímpico Yoreño     | 27 de agosto | 15:00     |
| Honduras Progreso | 0 - 0     | Atlético Junior | Humberto Micheletti | 30 de agosto | 19:00     |
| Total de goles:   |           |                 |                     |              |           |

| Jornada 2          | Jornada 2 | Jornada 2         | Jornada 2           | Jornada 2       | Jornada 2 |
| Local              | Resultado | Visitante         | Estadio             | Fecha           | Hora      |
| ------------------ | --------- | ----------------- | ------------------- | --------------- | --------- |
| Brasilia           | 2 - 2     | Yoro F.C.         | Filiberto Fernández | 2 de septiembre | 15:30     |
| Atlético Junior    | 4 - 0     | Tela F.C.         | Gonzalo Maldonado   | 3 de septiembre | 15:00     |
| Oro Verde          | 1 - 2     | Honduras Progreso | Juan Melgar Castro  | 3 de septiembre | 15:00     |
| Total de goles: 11 |           |                   |                     |                 |           |

| Jornada 3          | Jornada 3 | Jornada 3 | Jornada 3           | Jornada 3        | Jornada 3 |
| Local              | Resultado | Visitante | Estadio             | Fecha            | Hora      |
| ------------------ | --------- | --------- | ------------------- | ---------------- | --------- |
| Atlético Junior    | 3 - 1     | Brasilia  | Gonzalo Maldonado   | 9 de septiembre  | 15:00     |
| Honduras Progreso  | 4 - 1     | Yoro F.C. | Humberto Micheletti | 9 de septiembre  | 19:00     |
| Tela F.C.          | 1 - 1     | Oro Verde | Alfredo León Gómez  | 10 de septiembre | 15:00     |
| Total de goles: 11 |           |           |                     |                  |           |

| Jornada 4         | Jornada 4 | Jornada 4       | Jornada 4           | Jornada 4        | Jornada 4 |
| Local             | Resultado | Visitante       | Estadio             | Fecha            | Hora      |
| ----------------- | --------- | --------------- | ------------------- | ---------------- | --------- |
| Honduras Progreso | 2 - 1     | Brasilia        | Humberto Micheletti | 13 de septiembre | 19:00     |
| Yoro F.C.         | 2 - 1     | Tela F.C.       | Olímpico Yoreño     | 13 de septiembre | 19:00     |
| Oro Verde         | 1 - 0     | Atlético Junior | Leonel Espinoza     | 14 de septiembre | 18:30     |
| Total de goles: 7 |           |                 |                     |                  |           |

| Jornada 5         | Jornada 5 | Jornada 5         | Jornada 5           | Jornada 5        | Jornada 5 |
| Local             | Resultado | Visitante         | Estadio             | Fecha            | Hora      |
| ----------------- | --------- | ----------------- | ------------------- | ---------------- | --------- |
| Atlético Junior   | 2 - 1     | Yoro F.C.         | Gonzalo Maldonado   | 17 de septiembre | 15:00     |
| Brasilia          | 3 - 0     | Oro Verde         | Filiberto Fernández | 17 de septiembre | 15:00     |
| Tela F.C.         | 0 - 2     | Honduras Progreso | Alfredo León Gómez  | 17 de septiembre | 15:00     |
| Total de goles: 8 |           |                   |                     |                  |           |

| Jornada 6         | Jornada 6 | Jornada 6         | Jornada 6           | Jornada 6        | Jornada 6 |
| Local             | Resultado | Visitante         | Estadio             | Fecha            | Hora      |
| ----------------- | --------- | ----------------- | ------------------- | ---------------- | --------- |
| Atlético Junior   | 1 - 0     | Honduras Progreso | Gonzalo Maldonado   | 23 de septiembre | 15:00     |
| Brasilia          | 0 - 0     | Tela F.C.         | Filiberto Fernández | 23 de septiembre | 16:00     |
| Oro Verde         | 2 - 1     | Yoro F.C.         | Leonel Espinoza     | 24 de septiembre | 16:00     |
| Total de goles: 4 |           |                   |                     |                  |           |

| Jornada 7          | Jornada 7 | Jornada 7       | Jornada 7           | Jornada 7        | Jornada 7 |
| Local              | Resultado | Visitante       | Estadio             | Fecha            | Hora      |
| ------------------ | --------- | --------------- | ------------------- | ---------------- | --------- |
| Honduras Progreso  | 6 - 2     | Oro Verde       | Humberto Micheletti | 30 de septiembre | 19:00     |
| Yoro F.C.          | 0 - 3     | Brasilia        | Olímpico Yoreño     | 1 de octubre     | 15:00     |
| Tela F.C.          | 1 - 1     | Atlético Junior | Alfredo León Gómez  | 1 de octubre     | 15:00     |
| Total de goles: 13 |           |                 |                     |                  |           |

| Jornada 8         | Jornada 8 | Jornada 8         | Jornada 8           | Jornada 8    | Jornada 8 |
| Local             | Resultado | Visitante         | Estadio             | Fecha        | Hora      |
| ----------------- | --------- | ----------------- | ------------------- | ------------ | --------- |
| Brasilia          | 1 - 1     | Atlético Junior   | Filiberto Fernández | 7 de octubre | 15:00     |
| Yoro F.C.         | 0 - 1     | Honduras Progreso | Olímpico Yoreño     | 7 de octubre | 19:00     |
| Oro Verde         | 0 - 0     | Tela F.C.         | Leonel Espinoza     | 8 de octubre | 16:00     |
| Total de goles: 3 |           |                   |                     |              |           |

| Jornada 9          | Jornada 9 | Jornada 9         | Jornada 9           | Jornada 9     | Jornada 9 |
| Local              | Resultado | Visitante         | Estadio             | Fecha         | Hora      |
| ------------------ | --------- | ----------------- | ------------------- | ------------- | --------- |
| Atlético Junior    | 2 - 1     | Oro Verde         | Gonzalo Maldonado   | 14 de octubre | 15:00     |
| Brasilia           | 4 - 2     | Honduras Progreso | Filiberto Fernández | 14 de octubre | 15:00     |
| Tela F.C.          | 2 - 2     | Yoro F.C.         | Alfredo León Gómez  | 15 de octubre | 15:00     |
| Total de goles: 13 |           |                   |                     |               |           |

| Jornada 10         | Jornada 10 | Jornada 10      | Jornada 10          | Jornada 10    | Jornada 10 |
| Local              | Resultado  | Visitante       | Estadio             | Fecha         | Hora       |
| ------------------ | ---------- | --------------- | ------------------- | ------------- | ---------- |
| Honduras Progreso  | 4 - 2      | Tela F.C.       | Humberto Micheletti | 21 de octubre | 15:00      |
| Yoro F.C.          | 0 - 2      | Atlético Junior | Olímpico Yoreño     | 21 de octubre | 15:00      |
| Oro Verde          | 3 - 2      | Brasilia        | Leonel Espinoza     | 21 de octubre | 15:00      |
| Total de goles: 13 |            |                 |                     |               |            |

## Grupo C

### Tabla General
| Pos. | Equipo          | Pts. | PJ | G | E | P | GF | GC | Dif. | Clasificación    |
| ---- | --------------- | ---- | -- | - | - | - | -- | -- | ---- | ---------------- |
| 1    | Lone F.C.       | 22   | 10 | 6 | 4 | 0 | 18 | 10 | +8   | Octavos de final |
| 2    | Parrillas One   | 16   | 10 | 4 | 4 | 2 | 15 | 11 | +4   | Octavos de final |
| 3    | Choloma         | 16   | 10 | 5 | 1 | 4 | 17 | 14 | +3   | Octavos de final |
| 4    | Platense        | 12   | 10 | 3 | 3 | 4 | 10 | 10 | 0    |                  |
| 5    | Pumas F.C.      | 12   | 10 | 3 | 3 | 4 | 7  | 9  | −2   |                  |
| 6    | Villanueva F.C. | 4    | 10 | 1 | 1 | 8 | 9  | 22 | −13  |                  |

Actualizado a los partidos jugados el 21 de octubre de 2023.
 Fuente: Vip Deportes

### Resultados
| Jornada 1         | Jornada 1 | Jornada 1  | Jornada 1        | Jornada 1    | Jornada 1 |
| Local             | Resultado | Visitante  | Estadio          | Fecha        | Hora      |
| ----------------- | --------- | ---------- | ---------------- | ------------ | --------- |
| Villanueva F.C.   | 0 - 2     | Pumas F.C. | José Adrián Cruz | 26 de agosto | 16:00     |
| Platense          | 0 - 1     | Lone F.C.  | Excélsior        | 27 de agosto | 15:30     |
| Parrillas One     | 1 - 1     | Choloma    | Luis Girón       | 27 de agosto | 15:30     |
| Total de goles: 5 |           |            |                  |              |           |

| Jornada 2         | Jornada 2 | Jornada 2       | Jornada 2              | Jornada 2       | Jornada 2 |
| Local             | Resultado | Visitante       | Estadio                | Fecha           | Hora      |
| ----------------- | --------- | --------------- | ---------------------- | --------------- | --------- |
| Choloma           | 4 - 0     | Villanueva F.C. | Rubén Deras            | 1 de septiembre | 19:00     |
| Lone F.C.         | 1 - 0     | Parrillas One   | Olímpico Metropolitano | 2 de septiembre | 15:30     |
| Pumas F.C.        | 0 - 2     | Platense        | Municipal de Las Vegas | 2 de septiembre | 16:00     |
| Total de goles: 7 |           |                 |                        |                 |           |

| Jornada 3         | Jornada 3 | Jornada 3     | Jornada 3              | Jornada 3       | Jornada 3 |
| Local             | Resultado | Visitante     | Estadio                | Fecha           | Hora      |
| ----------------- | --------- | ------------- | ---------------------- | --------------- | --------- |
| Villanueva F.C.   | 1 - 1     | Lone F.C.     | José Adrián Cruz       | 9 de septiembre | 16:00     |
| Pumas F.C.        | 1 - 0     | Choloma       | Municipal de Las Vegas | 9 de septiembre | 16:00     |
| Platense          | 1 - 1     | Parrillas One | Excélsior              | 9 de septiembre | 19:00     |
| Total de goles: 5 |           |               |                        |                 |           |

| Jornada 4          | Jornada 4 | Jornada 4       | Jornada 4              | Jornada 4        | Jornada 4 |
| Local              | Resultado | Visitante       | Estadio                | Fecha            | Hora      |
| ------------------ | --------- | --------------- | ---------------------- | ---------------- | --------- |
| Parrillas One      | 3 - 1     | Villanueva F.C. | Luis Girón             | 13 de septiembre | 15:30     |
| Lone F.C.          | 1 - 0     | Pumas F.C.      | Olímpico Metropolitano | 13 de septiembre | 16:00     |
| Choloma            | 2 - 3     | Platense        | Rubén Deras            | 13 de septiembre | 19:00     |
| Total de goles: 10 |           |                 |                        |                  |           |

| Jornada 5         | Jornada 5 | Jornada 5       | Jornada 5   | Jornada 5        | Jornada 5 |
| Local             | Resultado | Visitante       | Estadio     | Fecha            | Hora      |
| ----------------- | --------- | --------------- | ----------- | ---------------- | --------- |
| Choloma           | 2 - 3     | Lone F.C.       | Rubén Deras | 16 de septiembre | 19:00     |
| Platense          | 2 - 0     | Villanueva F.C. | Excélsior   | 16 de septiembre | 19:00     |
| Parrillas One     | 1 - 1     | Pumas F.C.      | Luis Girón  | 17 de septiembre | 15:30     |
| Total de goles: 9 |           |                 |             |                  |           |

| Jornada 6         | Jornada 6 | Jornada 6      | Jornada 6              | Jornada 6        | Jornada 6 |
| Local             | Resultado | Visitante      | Estadio                | Fecha            | Hora      |
| ----------------- | --------- | -------------- | ---------------------- | ---------------- | --------- |
| Lone F.C.         | 0 - 0     | Platense       | Olímpico Metropolitano | 23 de septiembre | 15:30     |
| Pumas F.C.        | 2 - 1     | Villanueva F.C | Municipal de Las Vegas | 23 de septiembre | 16:30     |
| Choloma           | 2 - 0     | Parrillas One  | Rubén Deras            | 23 de septiembre | 19:00     |
| Total de goles: 5 |           |                |                        |                  |           |

| Jornada 7         | Jornada 7 | Jornada 7  | Jornada 7        | Jornada 7        | Jornada 7 |
| Local             | Resultado | Visitante  | Estadio          | Fecha            | Hora      |
| ----------------- | --------- | ---------- | ---------------- | ---------------- | --------- |
| Villanueva F.C.   | 1 - 2     | Choloma    | José Adrián Cruz | 30 de septiembre | 15:00     |
| Parrillas One     | 2 - 2     | Lone F.C.  | Luis Girón       | 1 de octubre     | 15:15     |
| Platense          | 0 - 0     | Pumas F.C. | Excélsior        | 1 de octubre     | 16:00     |
| Total de goles: 7 |           |            |                  |                  |           |

| Jornada 8          | Jornada 8 | Jornada 8       | Jornada 8              | Jornada 8    | Jornada 8 |
| Local              | Resultado | Visitante       | Estadio                | Fecha        | Hora      |
| ------------------ | --------- | --------------- | ---------------------- | ------------ | --------- |
| Lone F.C.          | 3 - 2     | Villanueva F.C. | Olímpico Metropolitano | 5 de octubre | 15:30     |
| Choloma            | 1 - 0     | Pumas F.C.      | Rubén Deras            | 5 de octubre | 19:00     |
| Parrillas One      | 3 - 1     | Platense        | Luis Girón             | 8 de octubre | 15:30     |
| Total de goles: 10 |           |                 |                        |              |           |

| Jornada 9         | Jornada 9 | Jornada 9     | Jornada 9              | Jornada 9     | Jornada 9 |
| Local             | Resultado | Visitante     | Estadio                | Fecha         | Hora      |
| ----------------- | --------- | ------------- | ---------------------- | ------------- | --------- |
| Villanueva F.C.   | 1 - 2     | Parrillas One | José Adrián Cruz       | 14 de octubre | 15:30     |
| Pumas F.C.        | 1 - 1     | Lone F.C.     | Municipal de Las Vegas | 14 de octubre | 16:30     |
| Platense          | 0 - 1     | Choloma       | Excélsior              | 14 de octubre | 19:00     |
| Total de goles: 6 |           |               |                        |               |           |

| Jornada 10         | Jornada 10 | Jornada 10    | Jornada 10             | Jornada 10    | Jornada 10 |
| Local              | Resultado  | Visitante     | Estadio                | Fecha         | Hora       |
| ------------------ | ---------- | ------------- | ---------------------- | ------------- | ---------- |
| Villanueva F.C.    | 2 - 1      | Platense      | José Adrián Cruz       | 21 de octubre | 15:00      |
| Pumas F.C.         | 0 - 2      | Parrillas One | Municipal de Las Vegas | 21 de octubre | 15:00      |
| Lone F.C.          | 5 - 2      | Choloma       | Olímpico Metropolitano | 21 de octubre | 15:00      |
| Total de goles: 12 |            |               |                        |               |            |

## Grupo D

### Tabla General
| Pos. | Equipo              | Pts. | PJ | G | E | P | GF | GC | Dif. | Clasificación    |
| ---- | ------------------- | ---- | -- | - | - | - | -- | -- | ---- | ---------------- |
| 1    | San Juan Huracán    | 25   | 10 | 8 | 1 | 1 | 27 | 11 | +16  | Octavos de final |
| 2    | Real Juventud       | 17   | 10 | 4 | 5 | 1 | 14 | 10 | +4   | Octavos de final |
| 3    | San Juan Gualjoco   | 13   | 10 | 3 | 4 | 3 | 14 | 13 | +1   |                  |
| 4    | América             | 13   | 10 | 3 | 4 | 3 | 9  | 12 | −3   |                  |
| 5    | Olimpia Occidental  | 11   | 10 | 2 | 5 | 3 | 10 | 11 | −1   |                  |
| 6    | Santo Domingo Savio | 1    | 10 | 0 | 1 | 9 | 9  | 26 | −17  |                  |

Actualizado a los partidos jugados el 21 de octubre de 2023.
 Fuente: Vip Deportes

### Resultados
| Jornada 1           | Jornada 1 | Jornada 1         | Jornada 1             | Jornada 1    | Jornada 1 |
| Local               | Resultado | Visitante         | Estadio               | Fecha        | Hora      |
| ------------------- | --------- | ----------------- | --------------------- | ------------ | --------- |
| Real Juventud       | 2 - 1     | San Juan Gualjoco | Argelio Sabillón      | 25 de agosto | 19:00     |
| Olimpia Occidental  | 1 - 1     | America           | Las Alsacias          | 26 de agosto | 14:00     |
| Santo Domingo Savio | 2 - 7     | San Juan Huracán  | Municipal de La Unión | 27 de agosto | 14:00     |
| Total de goles: 14  |           |                   |                       |              |           |

| Jornada 2         | Jornada 2 | Jornada 2           | Jornada 2                | Jornada 2       | Jornada 2 |
| Local             | Resultado | Visitante           | Estadio                  | Fecha           | Hora      |
| ----------------- | --------- | ------------------- | ------------------------ | --------------- | --------- |
| San Juan Gualjoco | 1 - 1     | Olimpia Occidental  | Argelio Sabillón         | 1 de septiembre | 19:30     |
| San Juan Huracán  | 1 - 1     | Real Juventud       | Domingo Ortega           | 3 de septiembre | 15:00     |
| America           | 2 - 0     | Santo Domingo Savio | Marcos Augusto Hernández | 3 de septiembre | 15:00     |
| Total de goles: 6 |           |                     |                          |                 |           |

| Jornada 3           | Jornada 3 | Jornada 3         | Jornada 3                | Jornada 3        | Jornada 3 |
| Local               | Resultado | Visitante         | Estadio                  | Fecha            | Hora      |
| ------------------- | --------- | ----------------- | ------------------------ | ---------------- | --------- |
| America             | 0 - 0     | San Juan Gualjoco | Marcos Augusto Hernández | 9 de septiembre  | 19:00     |
| Santo Domingo Savio | 2 - 3     | Real Juventud     | Municipal de La Unión    | 10 de septiembre | 14:00     |
| Olimpia Occidental  | 1 - 2     | San Juan Huracán  | Las Alsacias             | 10 de septiembre | 14:00     |
| Total de goles: 8   |           |                   |                          |                  |           |

| Jornada 4          | Jornada 4 | Jornada 4           | Jornada 4        | Jornada 4        | Jornada 4 |
| Local              | Resultado | Visitante           | Estadio          | Fecha            | Hora      |
| ------------------ | --------- | ------------------- | ---------------- | ---------------- | --------- |
| San Juan Gualjoco  | 3 - 1     | Santo Domingo Savio | Argelio Sabillón | 13 de septiembre | 16:30     |
| Real Juventud      | 1 - 1     | Olimpia Occidental  | Argelio Sabillón | 13 de septiembre | 19:30     |
| San Juan Huracán   | 4 - 0     | América             | Domingo Ortega   | 13 de septiembre | 19:30     |
| Total de goles: 10 |           |                     |                  |                  |           |

| Jornada 5           | Jornada 5 | Jornada 5          | Jornada 5             | Jornada 5        | Jornada 5 |
| Local               | Resultado | Visitante          | Estadio               | Fecha            | Hora      |
| ------------------- | --------- | ------------------ | --------------------- | ---------------- | --------- |
| Real Juventud       | 0 - 1     | America            | Argelio Sabillón      | 15 de septiembre | 19:30     |
| Santo Domingo Savio | 1 - 2     | Olimpia Occidental | Municipal de La Unión | 17 de septiembre | 14:00     |
| San Juan Gualjoco   | 1 - 2     | San Juan Huracán   | Argelio Sabillón      | 17 de septiembre | 16:00     |
| Total de goles: 7   |           |                    |                       |                  |           |

| Jornada 6         | Jornada 6 | Jornada 6           | Jornada 6                | Jornada 6        | Jornada 6 |
| Local             | Resultado | Visitante           | Estadio                  | Fecha            | Hora      |
| ----------------- | --------- | ------------------- | ------------------------ | ---------------- | --------- |
| San Juan Gualjoco | 1 - 1     | Real Juventud       | Argelio Sabillón         | 22 de septiembre | 19:30     |
| San Juan Huracán  | 2 - 0     | Santo Domingo Savio | Domingo Ortega           | 23 de septiembre | 19:30     |
| America           | 2 - 1     | Olimpia Occidental  | Marcos Augusto Hernández | 24 de septiembre | 15:00     |
| Total de goles: 7 |           |                     |                          |                  |           |

| Jornada 7           | Jornada 7 | Jornada 7         | Jornada 7             | Jornada 7        | Jornada 7 |
| Local               | Resultado | Visitante         | Estadio               | Fecha            | Hora      |
| ------------------- | --------- | ----------------- | --------------------- | ---------------- | --------- |
| Real Juventud       | 3 - 1     | San Juan Huracán  | Argelio Sabillón      | 29 de septiembre | 19:30     |
| Olimpia Occidental  | 1 - 1     | San Juan Gualjoco | Las Alsacias          | 1 de octubre     | 14:00     |
| Santo Domingo Savio | 2 - 2     | America           | Municipal de La Unión | 1 de octubre     | 14:00     |
| Total de goles: 10  |           |                   |                       |                  |           |

| Jornada 8         | Jornada 8 | Jornada 8           | Jornada 8        | Jornada 8    | Jornada 8 |
| Local             | Resultado | Visitante           | Estadio          | Fecha        | Hora      |
| ----------------- | --------- | ------------------- | ---------------- | ------------ | --------- |
| San Juan Gualjoco | 2 - 0     | América             | Argelio Sabillón | 5 de octubre | 19:30     |
| Real Juventud     | 2 - 1     | Santo Domingo Savio | Argelio Sabillón | 6 de octubre | 19:30     |
| San Juan Huracán  | 1 - 0     | Olimpia Occidental  | Domingo Ortega   | 7 de octubre | 19:30     |
| Total de goles: 6 |           |                     |                  |              |           |

| Jornada 9           | Jornada 9 | Jornada 9         | Jornada 9               | Jornada 9     | Jornada 9 |
| Local               | Resultado | Visitante         | Estadio                 | Fecha         | Hora      |
| ------------------- | --------- | ----------------- | ----------------------- | ------------- | --------- |
| Olimpia Occidental  | 1 - 1     | Real Juventud     | Las Alsacias            | 15 de octubre | 14:00     |
| Santo Domingo Savio | 0 - 2     | San Juan Gualjoco | Municipal de La Unión   | 15 de octubre | 15:00     |
| America             | 1 - 2     | San Juan Huracán  | Marco Augusto Hernández | 15 de octubre | 15:00     |
| Total de goles: 7   |           |                   |                         |               |           |

| Jornada 10         | Jornada 10 | Jornada 10          | Jornada 10              | Jornada 10    | Jornada 10 |
| Local              | Resultado  | Visitante           | Estadio                 | Fecha         | Hora       |
| ------------------ | ---------- | ------------------- | ----------------------- | ------------- | ---------- |
| Olimpia Occidental | 1 - 0      | Santo Domingo Savio | Las Alsacias            | 21 de octubre | 15:00      |
| San Juan Huracán   | 5 - 2      | San Juan Gualjoco   | Domingo Ortega          | 21 de octubre | 15:00      |
| America            | 0 - 0      | Real Juventud       | Marco Augusto Hernández | 21 de octubre | 15:00      |
| Total de goles: 8  |            |                     |                         |               |            |

## Grupo E

### Tabla General
| Pos. | Equipo                 | Pts. | PJ | G | E | P | GF | GC | Dif. | Clasificación    |
| ---- | ---------------------- | ---- | -- | - | - | - | -- | -- | ---- | ---------------- |
| 1    | C.D. Pirata            | 19   | 10 | 6 | 1 | 3 | 12 | 9  | +3   | Octavos de final |
| 2    | Atlético Independiente | 18   | 10 | 5 | 3 | 2 | 26 | 9  | +17  | Octavos de final |
| 3    | F.C. Buenaventura      | 15   | 10 | 4 | 3 | 3 | 15 | 14 | +1   | Octavos de final |
| 4    | Inter                  | 14   | 10 | 4 | 2 | 4 | 12 | 18 | −6   |                  |
| 5    | AFFI Academia          | 13   | 10 | 3 | 4 | 3 | 13 | 10 | +3   |                  |
| 6    | Broncos                | 4    | 10 | 1 | 1 | 8 | 4  | 22 | −18  |                  |

Actualizado a los partidos jugados el 21 de octubre de 2023.
 Fuente: Vip Deportes

### Resultados
| Jornada 1          | Jornada 1 | Jornada 1              | Jornada 1       | Jornada 1    | Jornada 1 |
| Local              | Resultado | Visitante              | Estadio         | Fecha        | Hora      |
| ------------------ | --------- | ---------------------- | --------------- | ------------ | --------- |
| AFFI Academia      | 4 - 0     | Broncos                | Emilio Williams | 25 de agosto | 19:00     |
| Inter              | 1 - 2     | Pirata                 | Emilio Williams | 27 de agosto | 15:00     |
| F.C. Buenaventura  | 2 - 1     | Atlético Independiente | Cancha UPNFM    | 27 de agosto | 19:30     |
| Total de goles: 10 |           |                        |                 |              |           |

| Jornada 2         | Jornada 2 | Jornada 2              | Jornada 2           | Jornada 2       | Jornada 2 |
| Local             | Resultado | Visitante              | Estadio             | Fecha           | Hora      |
| ----------------- | --------- | ---------------------- | ------------------- | --------------- | --------- |
| Broncos           | 0 - 2     | Inter                  | Fausto Flores Lagos | 3 de septiembre | 14:00     |
| Pirata            | 2 - 0     | Atlético Independiente | José Elías Nazar    | 3 de septiembre | 14:00     |
| F.C. Buenaventura | 1 - 1     | AFFI Academia          | Cancha UPNFM        | 3 de septiembre | 19:30     |
| Total de goles: 6 |           |                        |                     |                 |           |

| Jornada 3              | Jornada 3 | Jornada 3         | Jornada 3              | Jornada 3        | Jornada 3 |
| Local                  | Resultado | Visitante         | Estadio                | Fecha            | Hora      |
| ---------------------- | --------- | ----------------- | ---------------------- | ---------------- | --------- |
| Atlético Independiente | 1 - 0     | AFFI Academia     | Roberto Martínez Ávila | 8 de septiembre  | 18:30     |
| Inter                  | 4 - 1     | F.C. Buenaventura | Sinaí                  | 10 de septiembre | 13:00     |
| Pirata                 | 2 - 0     | Broncos           | José Elías Nazar       | 10 de septiembre | 14:00     |
| Total de goles: 8      |           |                   |                        |                  |           |

| Jornada 4         | Jornada 4 | Jornada 4              | Jornada 4           | Jornada 4        | Jornada 4 |
| Local             | Resultado | Visitante              | Estadio             | Fecha            | Hora      |
| ----------------- | --------- | ---------------------- | ------------------- | ---------------- | --------- |
| AFFI Academia     | 0 - 0     | Inter                  | Emilio Williams     | 12 de septiembre | 19:00     |
| Broncos           | 1 - 4     | Atlético Independiente | Fausto Flores Lagos | 13 de septiembre | 13:00     |
| F.C. Buenaventura | 1 - 2     | Pirata                 | Cancha UPNFM        | 13 de septiembre | 19:30     |
| Total de goles: 8 |           |                        |                     |                  |           |

| Jornada 5              | Jornada 5 | Jornada 5         | Jornada 5              | Jornada 5        | Jornada 5 |
| Local                  | Resultado | Visitante         | Estadio                | Fecha            | Hora      |
| ---------------------- | --------- | ----------------- | ---------------------- | ---------------- | --------- |
| Atlético Independiente | 11 - 0    | Inter             | Roberto Martínez Ávila | 16 de septiembre | 19:00     |
| Broncos                | 1 - 1     | F.C. Buenaventura | Fausto Flores Lagos    | 17 de septiembre | 13:00     |
| AFFI Academia          | 1 - 0     | Pirata            | Emilio Williams        | 17 de septiembre | 15:00     |
| Total de goles: 14     |           |                   |                        |                  |           |

| Jornada 6              | Jornada 6 | Jornada 6         | Jornada 6              | Jornada 6        | Jornada 6 |
| Local                  | Resultado | Visitante         | Estadio                | Fecha            | Hora      |
| ---------------------- | --------- | ----------------- | ---------------------- | ---------------- | --------- |
| Atlético Independiente | 1 - 1     | F.C. Buenaventura | Roberto Martínez Ávila | 22 de septiembre | 19:30     |
| Pirata                 | 0 - 3     | Inter             | José Elías Nazar       | 24 de septiembre | 14:00     |
| Broncos                | 1 - 2     | AFFI Academia     | Fausto Flores Lagos    | 25 de septiembre | 10:00     |
| Total de goles: 8      |           |                   |                        |                  |           |

| Jornada 7              | Jornada 7 | Jornada 7         | Jornada 7              | Jornada 7        | Jornada 7 |
| Local                  | Resultado | Visitante         | Estadio                | Fecha            | Hora      |
| ---------------------- | --------- | ----------------- | ---------------------- | ---------------- | --------- |
| Atlético Independiente | 1 - 1     | Pirata            | Roberto Martínez Ávila | 30 de septiembre | 20:00     |
| Inter                  | 1 - 0     | Broncos           | Sinaí                  | 1 de octubre     | 13:00     |
| AFFI Academia          | 2 - 3     | F.C. Buenaventura | Emilio Williams        | 1 de octubre     | 15:00     |
| Total de goles: 8      |           |                   |                        |                  |           |

| Jornada 8         | Jornada 8 | Jornada 8              | Jornada 8           | Jornada 8    | Jornada 8 |
| Local             | Resultado | Visitante              | Estadio             | Fecha        | Hora      |
| ----------------- | --------- | ---------------------- | ------------------- | ------------ | --------- |
| F.C. Buenaventura | 1 - 0     | Inter                  | Cancha UPNFM        | 6 de octubre | 15:00     |
| Broncos           | 1 - 0     | Pirata                 | Fausto Flores Lagos | 8 de octubre | 13:00     |
| AFFI Academia     | 2 - 2     | Atlético Independiente | Emilio Williams     | 8 de octubre | 15:00     |
| Total de goles: 6 |           |                        |                     |              |           |

| Jornada 9              | Jornada 9 | Jornada 9         | Jornada 9              | Jornada 9     | Jornada 9 |
| Local                  | Resultado | Visitante         | Estadio                | Fecha         | Hora      |
| ---------------------- | --------- | ----------------- | ---------------------- | ------------- | --------- |
| Atlético Independiente | 3 - 0     | Broncos           | Roberto Martínez Ávila | 14 de octubre | 19:30     |
| Inter                  | 1 - 1     | AFFI Academia     | Sinaí                  | 15 de octubre | 13:00     |
| Pirata                 | 2 - 1     | F.C. Buenaventura | José Elías Nazar       | 15 de octubre | 14:00     |
| Total de goles: 8      |           |                   |                        |               |           |

| Jornada 10        | Jornada 10 | Jornada 10             | Jornada 10       | Jornada 10    | Jornada 10 |
| Local             | Resultado  | Visitante              | Estadio          | Fecha         | Hora       |
| ----------------- | ---------- | ---------------------- | ---------------- | ------------- | ---------- |
| Inter             | 0 - 2      | Atlético Independiente | Sinaí            | 21 de octubre | 15:00      |
| Pirata            | 1 - 0      | AFFI Academia          | José Elías Nazar | 21 de octubre | 15:00      |
| F.C. Buenaventura | 3 - 0      | Broncos                | Cancha UPNFM     | 21 de octubre | 15:00      |
| Total de goles: 6 |            |                        |                  |               |            |

## Grupo F

### Tabla General
| Pos. | Equipo         | Pts. | PJ | G | E | P | GF | GC | Dif. | Clasificación    |
| ---- | -------------- | ---- | -- | - | - | - | -- | -- | ---- | ---------------- |
| 1    | Juticalpa F.C. | 23   | 10 | 7 | 2 | 1 | 23 | 9  | +14  | Octavos de final |
| 2    | San Rafael     | 15   | 10 | 4 | 3 | 3 | 15 | 14 | +1   | Octavos de final |
| 3    | Arsenal Sao    | 14   | 10 | 4 | 2 | 4 | 16 | 13 | +3   | Octavos de final |
| 4    | Meluca F.C.    | 14   | 10 | 4 | 2 | 4 | 9  | 13 | −4   |                  |
| 5    | Estrella Roja  | 10   | 10 | 2 | 4 | 4 | 6  | 11 | −5   |                  |
| 6    | Gimnástico     | 7    | 10 | 2 | 1 | 7 | 14 | 23 | −9   |                  |

Actualizado a los partidos jugados el 21 de octubre de 2023.
 Fuente: Vip Deportes

### Resultados
| Jornada 1         | Jornada 1 | Jornada 1      | Jornada 1       | Jornada 1    | Jornada 1 |
| Local             | Resultado | Visitante      | Estadio         | Fecha        | Hora      |
| ----------------- | --------- | -------------- | --------------- | ------------ | --------- |
| Estrella Roja     | 1 - 1     | Arsenal SAO    | Marcelo Tinoco  | 25 de agosto | 19:00     |
| Gimnástico        | 1 - 1     | San Rafael     | Cancha UPNFM    | 26 de agosto | 20:00     |
| Meluca F.C.       | 1 - 0     | Juticalpa F.C. | Cornelio Santos | 27 de agosto | 14:00     |
| Total de goles: 5 |           |                |                 |              |           |

| Jornada 2          | Jornada 2 | Jornada 2     | Jornada 2               | Jornada 2       | Jornada 2 |
| Local              | Resultado | Visitante     | Estadio                 | Fecha           | Hora      |
| ------------------ | --------- | ------------- | ----------------------- | --------------- | --------- |
| Juticalpa F.C.     | 4 - 1     | Gimnástico    | Juan Ramón Brevé Vargas | 1 de septiembre | 19:30     |
| Arsenal SAO        | 3 - 0     | Meluca F.C.   | Francisco Gaitán Agüero | 2 de septiembre | 15:30     |
| San Rafael         | 2 - 0     | Estrella Roja | Maturave                | 3 de septiembre | 14:30     |
| Total de goles: 10 |           |               |                         |                 |           |

| Jornada 3         | Jornada 3 | Jornada 3      | Jornada 3               | Jornada 3        | Jornada 3 |
| Local             | Resultado | Visitante      | Estadio                 | Fecha            | Hora      |
| ----------------- | --------- | -------------- | ----------------------- | ---------------- | --------- |
| Arsenal SAO       | 3 - 0     | San Rafael     | Francisco Gaitán Agüero | 9 de septiembre  | 15:30     |
| Estrella Roja     | 0 -0      | Juticalpa F.C. | Marcelo Tinoco          | 9 de septiembre  | 19:00     |
| Meluca F.C.       | 2 - 1     | Gimnástico     | Cornelio Santos         | 10 de septiembre | 15:00     |
| Total de goles: 6 |           |                |                         |                  |           |

| Jornada 4         | Jornada 4 | Jornada 4      | Jornada 4               | Jornada 4        | Jornada 4 |
| Local             | Resultado | Visitante      | Estadio                 | Fecha            | Hora      |
| ----------------- | --------- | -------------- | ----------------------- | ---------------- | --------- |
| San Rafael        | 1 - 0     | Meluca F.C.    | Maturave                | 13 de septiembre | 15:00     |
| Gimnástico        | 1 - 0     | Estrella Roja  | Emilio Larach           | 13 de septiembre | 19:00     |
| Arsenal SAO       | 1 - 2     | Juticalpa F.C. | Francisco Gaitán Agüero | 14 de septiembre | 19:00     |
| Total de goles: 5 |           |                |                         |                  |           |

| Jornada 5          | Jornada 5 | Jornada 5      | Jornada 5       | Jornada 5        | Jornada 5 |
| Local              | Resultado | Visitante      | Estadio         | Fecha            | Hora      |
| ------------------ | --------- | -------------- | --------------- | ---------------- | --------- |
| Gimnástico         | 2 - 3     | Arsenal SAO    | Emilio Larach   | 17 de septiembre | 13:00     |
| Meluca F.C.        | 0 - 0     | Estrella Roja  | Cornelio Santos | 17 de septiembre | 14:00     |
| San Rafael         | 3 - 3     | Juticalpa F.C. | Maturave        | 17 de septiembre | 14:30     |
| Total de goles: 11 |           |                |                 |                  |           |

| Jornada 6          | Jornada 6 | Jornada 6     | Jornada 6               | Jornada 6        | Jornada 6 |
| Local              | Resultado | Visitante     | Estadio                 | Fecha            | Hora      |
| ------------------ | --------- | ------------- | ----------------------- | ---------------- | --------- |
| Arsenal SAO        | 1 - 1     | Estrella Roja | Francisco Gaitán Agüero | 23 de septiembre | 15:30     |
| San Rafael         | 5 - 1     | Gimnastico    | Maturave                | 24 de septiembre | 14:30     |
| Juticalpa F.C.     | 3 - 2     | Meluca F.C.   | Juan Ramón Brevé Vargas | 24 de septiembre | 16:00     |
| Total de goles: 13 |           |               |                         |                  |           |

| Jornada 7         | Jornada 7 | Jornada 7      | Jornada 7       | Jornada 7        | Jornada 7 |
| Local             | Resultado | Visitante      | Estadio         | Fecha            | Hora      |
| ----------------- | --------- | -------------- | --------------- | ---------------- | --------- |
| Estrella Roja     | 2 - 1     | San Rafael     | Marcelo Tinoco  | 29 de septiembre | 19:00     |
| Gimnástico        | 0 - 3     | Juticalpa F.C. | Emilio Larach   | 30 de septiembre | 15:00     |
| Meluca F.C.       | 2 - 0     | Arsenal SAO    | Cornelio Santos | 1 de octubre     | 14:00     |
| Total de goles: 8 |           |                |                 |                  |           |

| Jornada 8          | Jornada 8 | Jornada 8     | Jornada 8               | Jornada 8    | Jornada 8 |
| Local              | Resultado | Visitante     | Estadio                 | Fecha        | Hora      |
| ------------------ | --------- | ------------- | ----------------------- | ------------ | --------- |
| Gimnastico         | 5 - 1     | Meluca F.C.   | Emilio Larach           | 5 de octubre | 16:00     |
| Juticalpa F.C.     | 3 - 0     | Estrella Roja | Juan Ramón Brevé Vargas | 6 de octubre | 18:00     |
| San Rafael         | 2 - 1     | Arsenal SAO   | Maturave                | 8 de octubre | 14:30     |
| Total de goles: 12 |           |               |                         |              |           |

| Jornada 9         | Jornada 9 | Jornada 9   | Jornada 9               | Jornada 9     | Jornada 9 |
| Local             | Resultado | Visitante   | Estadio                 | Fecha         | Hora      |
| ----------------- | --------- | ----------- | ----------------------- | ------------- | --------- |
| Estrella Roja     | 2 - 1     | Gimnástico  | Marcelo Tinoco          | 13 de octubre | 19:00     |
| Juticalpa F.C.    | 2 - 1     | Arsenal SAO | Juan Ramón Brevé Vargas | 14 de octubre | 19:00     |
| Meluca F.C.       | 0 - 0     | San Rafael  | Cornelio Santos         | 15 de octubre | 15:00     |
| Total de goles: 6 |           |             |                         |               |           |

| Jornada 10        | Jornada 10 | Jornada 10  | Jornada 10              | Jornada 10    | Jornada 10 |
| Local             | Resultado  | Visitante   | Estadio                 | Fecha         | Hora       |
| ----------------- | ---------- | ----------- | ----------------------- | ------------- | ---------- |
| Estrella Roja     | 0 - 1      | Meluca F.C. | Marcelo Tinoco          | 21 de octubre | 15:00      |
| Juticalpa F.C.    | 3 - 0      | San Rafael  | Juan Ramón Brevé Vargas | 21 de octubre | 15:00      |
| Arsenal SAO       | 2 - 1      | Gimnástico  | Francisco Gaitán Agüero | 21 de octubre | 15:00      |
| Total de goles: 7 |            |             |                         |               |            |

## Fase Final
|  | Octavos de final       | Octavos de final | Octavos de final       | Octavos de final |   |                  | Cuartos de final | Cuartos de final | Cuartos de final | Cuartos de final |  |              | Semifinales | Semifinales | Semifinales | Semifinales |  |                        | Final | Final | Final | Final |  |
|  |                        |                  |                        |                  |   |                  |                  |                  |                  |                  |  |              |             |             |             |             |  |                        |       |       |       |       |  |
|  |                        |                  |                        |                  |   |                  |                  |                  |                  |                  |  |              |             |             |             |             |  |                        |       |       |       |       |  |
|  | Pirata *               | 2                | 2                      | 4                |   |                  |                  |                  |                  |                  |  |              |             |             |             |             |  |                        |       |       |       |       |  |
|  | Pirata *               | 2                | 2                      | 4                |   |                  |                  |                  |                  |                  |  |              |             |             |             |             |  |                        |       |       |       |       |  |
|  | San Rafael             | 2                | 2                      | 4                |   |                  |                  |                  |                  |                  |  |              |             |             |             |             |  |                        |       |       |       |       |  |
|  | San Rafael             | 2                | 2                      | 4                |   | Pirata           | 2                | 3                | 5                |                  |  |              |             |             |             |             |  |                        |       |       |       |       |  |
|  |                        |                  |                        |                  |   | Pirata           | 2                | 3                | 5                |                  |  |              |             |             |             |             |  |                        |       |       |       |       |  |
|  |                        |                  | FC Buenaventura        | 3                | 1 | 4                |                  |                  |                  |                  |  |              |             |             |             |             |  |                        |       |       |       |       |  |
|  | Honduras Progreso      | 0                | FC Buenaventura        | 3                | 1 | 4                | 2                | 2                |                  |                  |  |              |             |             |             |             |  |                        |       |       |       |       |  |
|  | Honduras Progreso      | 0                |                        |                  |   |                  |                  |                  |                  |                  |  |              |             |             |             |             |  |                        |       |       |       |       |  |
|  | FC Buenaventura        | 1                | 2                      | 3                |   |                  |                  |                  |                  |                  |  |              |             |             |             |             |  |                        |       |       |       |       |  |
|  | FC Buenaventura        | 1                | 2                      | 3                |   |                  |                  |                  |                  |                  |  | Pirata       | 2           | 2           | 4           |             |  |                        |       |       |       |       |  |
|  |                        |                  |                        |                  |   |                  |                  |                  |                  |                  |  | Pirata       | 2           | 2           | 4           |             |  |                        |       |       |       |       |  |
|  |                        |                  | Atlético Independiente | 2                | 3 | 5                |                  |                  |                  |                  |  |              |             |             |             |             |  |                        |       |       |       |       |  |
|  | San Juan Huracán       | 1                | Atlético Independiente | 2                | 3 | 5                | 4                | 5                |                  |                  |  |              |             |             |             |             |  |                        |       |       |       |       |  |
|  | San Juan Huracán       | 1                |                        |                  |   |                  |                  |                  |                  |                  |  |              |             |             |             |             |  |                        |       |       |       |       |  |
|  | Arsenal SAO            | 1                | 2                      | 3                |   |                  |                  |                  |                  |                  |  |              |             |             |             |             |  |                        |       |       |       |       |  |
|  | Arsenal SAO            | 1                | 2                      | 3                |   | San Juan Huracán | 0                | 0                | 0                |                  |  |              |             |             |             |             |  |                        |       |       |       |       |  |
|  |                        |                  |                        |                  |   | San Juan Huracán | 0                | 0                | 0                |                  |  |              |             |             |             |             |  |                        |       |       |       |       |  |
|  |                        |                  | Atlético Independiente | 0                | 1 | 1                |                  |                  |                  |                  |  |              |             |             |             |             |  |                        |       |       |       |       |  |
|  | Atlético Independiente | 2                | Atlético Independiente | 0                | 1 | 1                | 4                | 6                |                  |                  |  |              |             |             |             |             |  |                        |       |       |       |       |  |
|  | Atlético Independiente | 2                |                        |                  |   |                  |                  |                  |                  |                  |  |              |             |             |             |             |  |                        |       |       |       |       |  |
|  | Real Juventud          | 2                | 2                      | 4                |   |                  |                  |                  |                  |                  |  |              |             |             |             |             |  |                        |       |       |       |       |  |
|  | Real Juventud          | 2                | 2                      | 4                |   |                  |                  |                  |                  |                  |  |              |             |             |             |             |  | Atlético Independiente | 0     | 4     | 4     |       |  |
|  |                        |                  |                        |                  |   |                  |                  |                  |                  |                  |  |              |             |             |             |             |  | Atlético Independiente | 0     | 4     | 4     |       |  |
|  |                        |                  | Juticalpa FC           | 2                | 4 | 6                |                  |                  |                  |                  |  |              |             |             |             |             |  |                        |       |       |       |       |  |
|  | Juticalpa FC           | 2                | Juticalpa FC           | 2                | 4 | 6                | 2                | 4                |                  |                  |  |              |             |             |             |             |  |                        |       |       |       |       |  |
|  | Juticalpa FC           | 2                |                        |                  |   |                  |                  |                  |                  |                  |  |              |             |             |             |             |  |                        |       |       |       |       |  |
|  | FC Santa Rosa          | 0                | 0                      | 0                |   |                  |                  |                  |                  |                  |  |              |             |             |             |             |  |                        |       |       |       |       |  |
|  | FC Santa Rosa          | 0                | 0                      | 0                |   | Juticalpa FC     | 1                | 1                | 2                |                  |  |              |             |             |             |             |  |                        |       |       |       |       |  |
|  |                        |                  |                        |                  |   | Juticalpa FC     | 1                | 1                | 2                |                  |  |              |             |             |             |             |  |                        |       |       |       |       |  |
|  |                        |                  | Atlético Junior        | 0                | 1 | 1                |                  |                  |                  |                  |  |              |             |             |             |             |  |                        |       |       |       |       |  |
|  | Atlético Junior        | 1                | Atlético Junior        | 0                | 1 | 1                | 1                | 2                |                  |                  |  |              |             |             |             |             |  |                        |       |       |       |       |  |
|  | Atlético Junior        | 1                |                        |                  |   |                  |                  |                  |                  |                  |  |              |             |             |             |             |  |                        |       |       |       |       |  |
|  | Sabá FC                | 1                | 0                      | 1                |   |                  |                  |                  |                  |                  |  |              |             |             |             |             |  |                        |       |       |       |       |  |
|  | Sabá FC                | 1                | 0                      | 1                |   |                  |                  |                  |                  |                  |  | Juticalpa FC | 3           | 5           | 8           |             |  |                        |       |       |       |       |  |
|  |                        |                  |                        |                  |   |                  |                  |                  |                  |                  |  | Juticalpa FC | 3           | 5           | 8           |             |  |                        |       |       |       |       |  |
|  |                        |                  | Parrillas One          | 1                | 2 | 3                |                  |                  |                  |                  |  |              |             |             |             |             |  |                        |       |       |       |       |  |
|  | Lone FC                | 0                | Parrillas One          | 1                | 2 | 3                | 5                | 5                |                  |                  |  |              |             |             |             |             |  |                        |       |       |       |       |  |
|  | Lone FC                | 0                |                        |                  |   |                  |                  |                  |                  |                  |  |              |             |             |             |             |  |                        |       |       |       |       |  |
|  | Choloma                | 2                | 2                      | 4                |   |                  |                  |                  |                  |                  |  |              |             |             |             |             |  |                        |       |       |       |       |  |
|  | Choloma                | 2                | 2                      | 4                |   | Lone FC          | 0                | 2                | 2                |                  |  |              |             |             |             |             |  |                        |       |       |       |       |  |
|  |                        |                  |                        |                  |   | Lone FC          | 0                | 2                | 2                |                  |  |              |             |             |             |             |  |                        |       |       |       |       |  |
|  |                        |                  | Parrillas One          | 2                | 3 | 5                |                  |                  |                  |                  |  |              |             |             |             |             |  |                        |       |       |       |       |  |
|  | FC Alvarado            | 1                | Parrillas One          | 2                | 3 | 5                | 1                | 2                |                  |                  |  |              |             |             |             |             |  |                        |       |       |       |       |  |
|  | FC Alvarado            | 1                |                        |                  |   |                  |                  |                  |                  |                  |  |              |             |             |             |             |  |                        |       |       |       |       |  |
|  | Parrillas One          | 3                | 6                      | 9                |   |                  |                  |                  |                  |                  |  |              |             |             |             |             |  |                        |       |       |       |       |  |
|  | Parrillas One          | 3                | 6                      | 9                |   |                  |                  |                  |                  |                  |  |              |             |             |             |             |  |                        |       |       |       |       |  |
|  |                        |                  |                        |                  |   |                  |                  |                  |                  |                  |  |              |             |             |             |             |  |                        |       |       |       |       |  |

(*) Avanza por mejor posición en la Tabla.

### Octavos de final
| 28 de octubre de 2023, 15:30 | Arsenal SAO  | 1:1 (0:1) | San Juan Huracán | Estadio Francisco Gaitán Agüero, Cantarranas. |                                |
|                              | González 55' |           | Berrios 1'       | Árbitro(s): Juan Carlos Flores                | Árbitro(s): Juan Carlos Flores |

| 4 de noviembre de 2023, 19:00 | San Juan Huracán                                        | 4:2 (1:1) (Global 5:3) | Arsenal SAO         | Estadio Domingo Ortega, Quimistán. |                           |
|                               | Cervantes 7' · González 57' (a.g.) · Berrios 80', 90+4' |                        | Cruz 30' (pen.) 50' | Árbitro(s): Jonhy Sánchez          | Árbitro(s): Jonhy Sánchez |

| 27 de octubre de 2023, 19:30 | Real Juventud   | 2:2 (0:1) | Atlético Independiente     | Estadio Argelio Sabillón, Santa Bárbara. |                         |
|                              | Delcid 88', 90' |           | Sabillón 1' · Klusener 50' | Árbitro(s): Kevin Ulloa                  | Árbitro(s): Kevin Ulloa |

| 7 de noviembre de 2023, 19:30 | Atlético Independiente                                 | 4:2 (1:0) (Global 6:4) | Real Juventud   | Estadio Roberto Martínez Ávila, Siguatepeque. |                         |
|                               | Vázquez 11' · Castillo 52' · Romero 54' · Klusener 76' |                        | Delcid 68', 88' | Árbitro(s): Carlos Cruz                       | Árbitro(s): Carlos Cruz |

| 28 de octubre de 2023, 14:30 | San Rafael         | 2:2 (1:1) | Pirata                  | Estadio Maturave, El Pedernal |                          |
|                              | Maldonado 20', 63' |           | Osorio 32' · Benito 85' | Árbitro(s): Álex Morazán      | Árbitro(s): Álex Morazán |

| 5 de noviembre de 2023, 14:00                    | Pirata                     | 2:2 (2:2) (Global 4:4) | San Rafael                 | Estadio José Elías Nazar, Nacaome. |                                  |
|                                                  | Osorio 40' · Izaguirre 42' |                        | Herrera 8' · Maldonado 33' | Árbitro(s): Melvin Matamoros Jr.   | Árbitro(s): Melvin Matamoros Jr. |
| Pirata Clasifica por mejor posición en la tabla. |                            |                        |                            |                                    |                                  |

| 29 de octubre de 2023, 15:00 | FC Buenaventura | 1:0 (0:0) | Honduras Progreso | Estadio UPNFM, Tegucigalpa.   |                               |
|                              | Mina 65'        |           |                   | Árbitro(s): Arlington Escobar | Árbitro(s): Arlington Escobar |

| 8 de noviembre de 2023, 14:00 | Honduras Progreso        | 2:2 (0:1) (Global 2:3) | FC Buenaventura       | Estadio Humberto Micheletti, El Progreso. |                           |
| | Pérez 46' · Meléndez 79' |                        | Anelka 25' · Mina 67' | Árbitro(s): Allan Ordóñez                 | Árbitro(s): Allan Ordóñez |
| Luego de que el partido no se pudiera jugar por cuestiones climatológicas y una fuerte lluvia se volvió a reprogramar al Miércoles 8 a las 14:00 horas. |                          |                        |                       |                                           |                           |

| 29 de octubre de 2023, 14:00 | FC Santa Rosa | 0:2 (0:1) | Juticalpa FC               | Estadio Masiqueño, La Masica. |                        |
|                              |               |           | Moncada 15' · J. López 84' | Árbitro(s): David Cruz        | Árbitro(s): David Cruz |

| 3 de noviembre de 2023, 19:00 | Juticalpa FC        | 2:0 (0:0) (Global 4:0) | FC Santa Rosa | Estadio Juan Ramón Brevé, Juticalpa. |                          |
|                               | De Olivera 59', 90' |                        |               | Árbitro(s): Luis Heredia             | Árbitro(s): Luis Heredia |

| 29 de octubre de 2023, 14:00 | Sabá FC   | 1:1 (0:1) | Atlético Junior | Estadio Municipal, Sabá.  |                           |
|                              | Ramos 88' |           | Sandoval 27'    | Árbitro(s): Erick Padilla | Árbitro(s): Erick Padilla |

| 4 de noviembre de 2023, 15:00 | Atlético Junior    | 1:0 (0:0) (Global 2:1) | Sabá FC | Estadio Gonzalo Maldonado, El Negrito. |                          |
|                               | Rosales 70' (a.g.) |                        |         | Árbitro(s): Omar Cardona               | Árbitro(s): Omar Cardona |

| 29 de octubre de 2023, 15:00 | Parrillas One                       | 3:1 (0:1) | FC Alvarado  | Estadio Luis Girón, La Lima. |                            |
|                              | Castillo 51' · Velázquez 74', 90+6' |           | Camisano 28' | Árbitro(s): Marvin Fajardo   | Árbitro(s): Marvin Fajardo |

| 7 de noviembre de 2023, 15:00 | FC Alvarado  | 1:6 (0:4) (Global 2:9) | Parrillas One                                                   | Estadio Ceibeño, La Ceiba. |                            |
|                               | Camisano 82' |                        | Díaz 21', 48' · Castillo 26' · Balanta 28', 43' · Velázquez 89' | Árbitro(s): Héctor Medrano | Árbitro(s): Héctor Medrano |

| 29 de octubre de 2023, 15:00 | Choloma                  | 2:0 (1:0) | Lone FC | Estadio Rubén Deras, Choloma. |                              |
|                              | Fajardo 13' · Urbina 56' |           |         | Árbitro(s): Christian Santos  | Árbitro(s): Christian Santos |

| 9 de noviembre de 2023, 15:30 | Lone FC                                 | 5:2 (3:2) (Global 5:4) | Atlético Choloma               | Estadio Olímpico Metropolitano, San Pedro Sula. |                         |
|                               | Rentería 21', 70' · Anaya 35', 42', 82' |                        | Fajardo 18' (pen.) · Baide 38' | Árbitro(s): Julio Güity                         | Árbitro(s): Julio Güity |

### Cuartos de final
| 12 de noviembre de 2023, 18:00 | Atlético Independiente | 0:0 | San Juan Huracán | Estadio Roberto Martínez Ávila, Siguatepeque. |  |
|                                |                        |     |                  | Árbitro(s): David Cruz                        |  |

| 18 de noviembre de 2023, 19:30 | San Juan Huracán | 0:1 (0:1) (Global 0:1) | Atlético Independiente | Estadio Domingo Ortega, Quimistán. |                          |
|                                |                  |                        | Klusener 45' (pen.)    | Árbitro(s): Elvin Pineda           | Árbitro(s): Elvin Pineda |

| 12 de noviembre de 2023, 15:30 | FC Buenaventura                                 | 3:2 (1:1) | Pirata                      | Estadio UPNFM, Tegucigalpa |                         |
|                                | Girón 36' (pen.) · Almendarez 70' · Centeno 86' |           | Osorio 3' · Izaguirre 90+2' | Árbitro(s): Merlin Soto    | Árbitro(s): Merlin Soto |

| 19 de noviembre de 2023, 13:00 | Pirata                                    | 3:1 (2:1) (Global 5:4) | San Rafael | Estadio José Elías Nazar, Nacaome. |                              |
|                                | Montalvan 28' · Cerrato 45' · Rosario 49' |                        | Sánchez 3' | Árbitro(s): Héctor Rodríguez       | Árbitro(s): Héctor Rodríguez |

| 11 de noviembre de 2023, 15:00 | Atlético Junior | 0:1 (0:1) | Juticalpa FC | Estadio Gonzalo Maldonado, El Negrito. |                          |
|                                |                 |           | Benítez 37'  | Árbitro(s): Marvin Ortiz               | Árbitro(s): Marvin Ortiz |

| 18 de noviembre de 2023, 19:00 | Juticalpa FC | 1:1 (1:1) (Global 2:1) | Atlético Junior | Estadio Juan Ramón Brevé, Juticalpa. |                           |
|                                | Benítez 23'  |                        | Palacios 45+1'  | Árbitro(s): Jonhy Sánchez            | Árbitro(s): Jonhy Sánchez |

| 12 de noviembre de 2023, 14:30 | Parrillas One         | 2:0 (2:0) | Lone FC | Estadio Luis Girón, La Lima. |             |
|                                | Zapata 24' · Díaz 26' |           |         | Árbitro(s):                  | Árbitro(s): |

| 18 de noviembre de 2023, 15:30 | Lone FC               | 2:3 (1:1) (Global 2:5) | Parrillas One                            | Estadio Olímpico Metropolitano, San Pedro Sula |                         |
|                                | Varela 3' · Anaya 56' |                        | Zelaya 45+4' · Díaz 68' · Leguizamón 80' | Árbitro(s): Julio Güity                        | Árbitro(s): Julio Güity |

### Semifinales
| 25 de noviembre de 2023, 19:30 | Atlético Independiente    | 2:2 (1:1) | Pirata                          | Estadio Roberto Martínez Ávila, Siguatepeque |                          |
|                                | Cárcamo 15' · Agurcia 90' |           | Osorio 35' · Medrano 75' (pen.) | Árbitro(s): Marvin Ortiz                     | Árbitro(s): Marvin Ortiz |

| 3 de diciembre de 2023, 13:00 | Pirata                      | 2:3 (1:2) (Global 4:5) | Atlético Independiente                   | Estadio José Elías Nazar, Nacaome |                               |
|                               | Cerrato 31' · Montalvan 77' |                        | Martínez 16' · Oviedo 38' · Klusener 79' | Árbitro(s): Jefferson Escobar     | Árbitro(s): Jefferson Escobar |

| 26 de noviembre de 2023, 14:30 | Parrillas One    | 1:3 (1:3) | Juticalpa FC                              | Estadio Luis Girón, La Lima. |             |
|                                | Ramos 35' (pen.) |           | De Olivera 8' · Benítez 15' · Moncada 41' | Árbitro(s):                  | Árbitro(s): |

| 2 de diciembre de 2023, 19:00 | Juticalpa FC                                                     | 5:2 (2:1) (Global 8:3) | Parrillas One                   | Estadio Juan Ramón Brevé, Juticalpa |                          |
|                               | Fernández 1' · Benítez 22', 62' · Moncada 89' · De Olivera 90+2' |                        | Díaz 31' (pen.) · Velázquez 86' | Árbitro(s): Álex Morazán            | Árbitro(s): Álex Morazán |

### Final
| 9 de diciembre de 2023, 19:00 | Juticalpa FC               | 2:0 (0:0) | Atlético Independiente | Estadio Juan Ramón Brevé, Juticalpa. |                          |
|                               | De Olivera 59', 72' (pen.) |           |                        | Árbitro(s): Alex Morazán             | Árbitro(s): Alex Morazán |

| 16 de diciembre de 2023, 20:00 | Atlético Independiente                       | 4:4 (1:3) (Global 4:6) | Juticalpa FC                       | Estadio Roberto Martínez Ávila, Siguatepeque |                              |
|                                | Klusener 22' · Agurcia 60' · Romero 81', 90' |                        | Benítez 9', 20' · Moncada 18', 69' | Árbitro(s): Héctor Rodríguez                 | Árbitro(s): Héctor Rodríguez |

|                                 |
| Campeón Juticalpa FC 5.° título |